# Centrale Moskee van Bisjkek
De Centrale Moskee van Imam Sarakhsi (Kirgizisch: Борбордук мечит), beter bekend als de Centrale Moskee van Bisjkek, is een moskee in Bisjkek, de hoofdstad van Kirgizië.
De bouw van de moskee begon in 2012 en werd in 2018 ingehuldigd. De moskee werd gefinancierd door het Turkse Diyanet. Het is een van de vele moskeeën die door Turkije over de hele wereld worden gefinancierd. De moskee, gebouwd in een Ottomaanse heroplevingsstijl, is een van de grootste in Centraal-Azië. Het heeft een capaciteit voor 30.000 gelovigen.

## Geschiedenis
De bouw van de moskee begon in 2012. Later werd besloten dat de moskee vernoemd zou worden naar Al-Sarakhsi, een middeleeuwse islamitische geleerde. De moskee werd ingehuldigd op 2 september 2018. De openingsceremonie werd bijgewoond door de Kirgizische president Sooronbaj Zjeenbekov en zijn Turkse tegenhanger Recep Tayyip Erdogan.

## Architectuur
De moskee is gebouwd in een Ottomaanse heroplevingsstijl, met vier minaretten, elk met drie balkons. Het lijkt qua ontwerp op de Turkse Kocatepe-moskee. De moskee heeft een capaciteit van 9000 mensen in de afgesloten ruimte en 30.000 mensen in totaal.